# Draaiorgel de Lekkerkerker

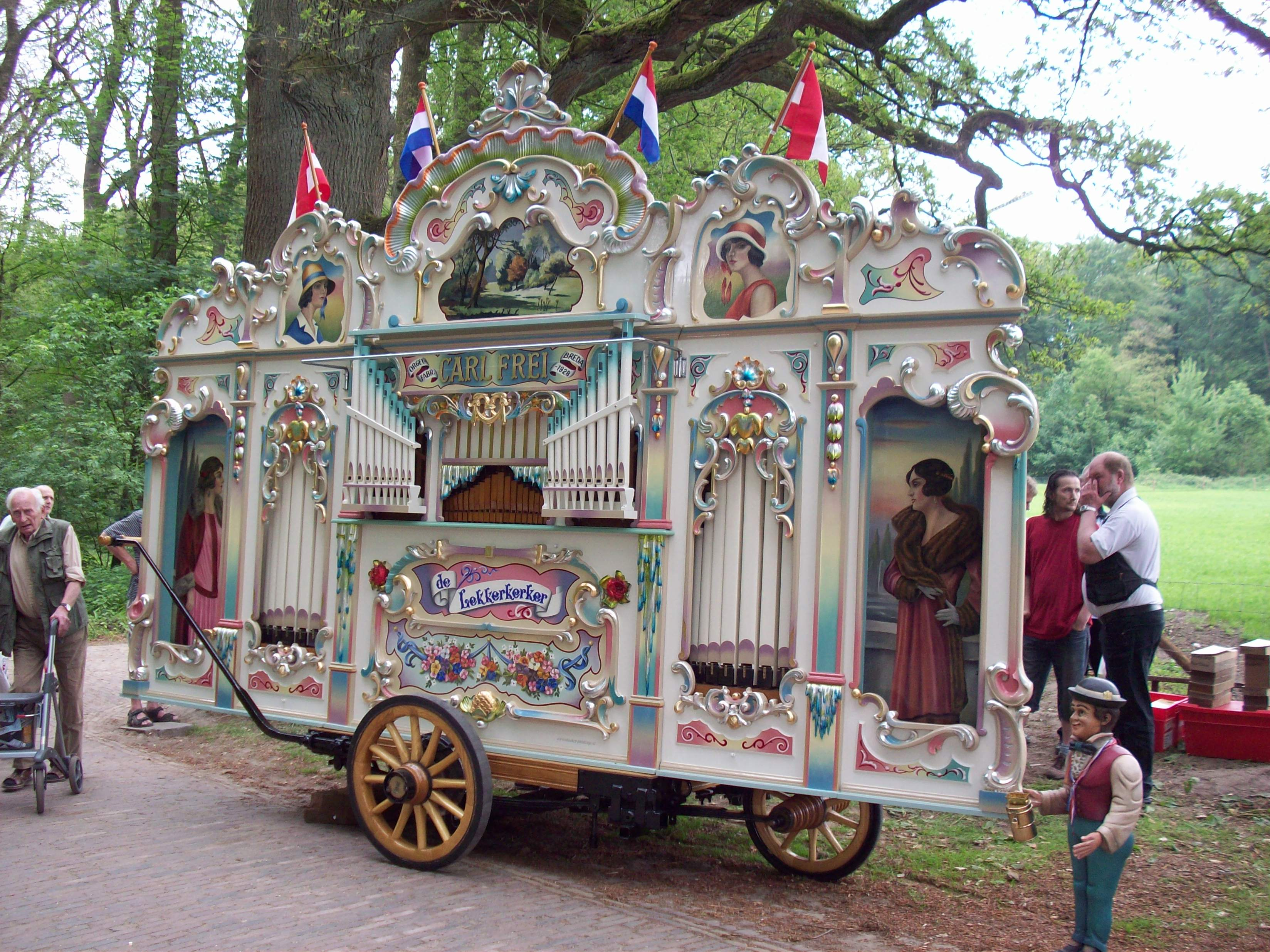
De Lekkerkerker, in het Ned. Openluchtmuseum in Arnhem

Draaiorgel de Lekkerkerker is een Nederlands straatorgel dat in 1928 door Carl Frei werd gebouwd. Het orgel telt 90 toetsen.

## Geschiedenis
Carl Frei bouwde dit orgel in 1928 voor Gerrit van der Wouden. Van der Wouden exploiteerde danszaal Reseda in Lekkerkerk. Het heeft daar enkele jaren dienstgedaan als dansorgel. In 1935 werd het orgel omgebouwd tot straatorgel voor orgelverhuurder Diepstraten. Daarna heeft het orgel in Rotterdam gespeeld. Het werd door de huurders en liefhebbers 'Het Zaalorgel' genoemd. Tijdens het bombardement op Rotterdam in 1940 was het orgel elders voor onderhoud zodat het aan vernietiging is ontsnapt.
Na de oorlog werden de Gebroeders Tom eigenaar van het orgel en exploiteerde het in Gouda en omstreken. Zij verkochten het orgel in 1962 aan de familie Roodbol uit Schiedam, Rinus Roodbol heeft er een kleine trekker voor laten zetten, omdat het orgel erg zwaar was om door Gouda heen te duwen. In 1963 werd het orgel naar Waldkirch gestuurd voor een restauratie bij de maker van het orgel, Carl Frei. Het front werd toen geschilderd door Feite Posthumus.
Het orgel deed het goed op concoursen en het ging op reis naar Solingen, de zusterstad van Gouda. Er werden langspeelplaten met muziek van het orgel geproduceerd door Polydor en Johnny Hoes, waardoor het orgel bredere bekendheid kreeg. In 1990 werd het instrument door Gouwenaar John van Kleef in eigendom verworven. Echter werd het eigendomsrecht in de loop van 1991 door de toenmalige financier opgeëist als gevolg van langdurige ernstige ziekte van Van Kleef.
Op 14 juni 2022 was het orgel voor het laatst te zien in Gouda. Doordat de inkomsten niet meer opwegen tegen de uitgaven en orgelman Adrie Vergeer geen opvolging heeft, is besloten het orgel over te dragen aan het draaiorgelmuseum in Haarlem.

## Nederlands Monumentaal Cultuurbezit
Sinds 1991 is het orgel Nederlands Monumentaal Cultuurbezit. Na de wijziging van het eigendomsrecht van het orgel in 1991 was er sprake van dat het orgel zou vertrekken naar Australië, na een gerechtelijke procedure door mr. Romke de Waard werd de koopovereenkomst vernietigd. Tijdens de procedure werd het orgel verborgen gehouden voor zijn nieuwe Australische eigenaar in het Nationaal Museum van Speelklok tot Pierement in Utrecht. In 1994 werd het orgel eigendom van de stichting tot behoud van draaiorgel De Lekkerkerker. Grondleggers van de stichting waren De Waard en ir. J. Kremers. Dankzij hen is dit orgel voor Nederland en Gouda bewaard gebleven. Het totaal versleten inwendige mechanisme en het uiterlijk waren aan restauratie toe. Het muzikale gedeelte van het orgel werd gerestaureerd door Adrie Vergeer. Het uiterlijk werd gerestaureerd door de Haagse schilder Pieter van Aken.
Tijdens Open Monumentendag 2019 werd in de Goudse Sint-Janskerk een dubbelconcert gegeven, waarbij de stadsorganist Gerben Budding het Moreau-orgel van de kerk bespeelde en Adrie Vergeer het draaiorgel bediende.